# Non si maltrattano così le signore
Non si maltrattano così le signore (No Way to Treat a Lady) è un film del 1968 diretto da Jack Smight.

## Trama
Un serial killer, ossessionato dai ricordi della madre defunta (un'attrice del teatro di cui ora è proprietario), strangola signore di mezza età disegnando sulla loro fronte con un rossetto le labbra della madre. Il detective incaricato delle indagini è Morris Brummel, uno scapolo che vive a casa dell'anziana madre. Dopo ogni omicidio l'assassino telefona a Brummel fornendo indizi sui delitti, senza che il detective abbia il tempo di rintracciare la chiamata.
La prima vittima è la signora Mulloy: l'assassino si finge un prete per introdursi in casa sua. In questa occasione il detective Brummel interroga Kate Palmer, una giovane vicina di casa della vittima, con la quale inizia una relazione.
La seconda vittima è la signora Kuppermann, una donna di origine tedesca: l'assassino finge di essere un idraulico, anch'egli di origine tedesca, per introdursi in casa sua.
La terza vittima è la signora Poppy: l'assassino si introduce in casa sua fingendo di dovere consegnare una parrucca, ma l'improvviso arrivo della sorella della donna la salva temporaneamente dalla morte.
La quarta vittima è una donna che ha riconosciuto l'assassino come un finto poliziotto, mentre la quinta vittima è un'alcolista assidua frequentatrice di un bar dei bassifondi della città.
Per smascherare il maniaco la polizia diffonde la falsa notizia che lo strangolatore ha ucciso una sesta donna che in realtà è morta suicida. Il folle, ferito nell'orgoglio e furioso che un altro si faccia passare per lui, telefona nuovamente a Brummel, fornendo maggiori indizi su di sé; successivamente si introduce nella casa della fidanzata del poliziotto fingendosi un cameriere inviato per consegnare una cena a domicilio, nel tentativo di ucciderla. Nello scontro finale con il detective, che ormai ne ha scoperto l'identità, trova la morte.

## Critica
(La Stampa)